# Acidaliodes mela
Acidaliodes mela är en fjärilsart som beskrevs av Dyar 1914. Acidaliodes mela ingår i släktet Acidaliodes och familjen nattflyn. Inga underarter finns listade i Catalogue of Life.